# 김재연 (정치인)
김재연(金在姸, 1980년 10월 30일~)은 대한민국의 정치인이다. 제19대 국회의원을 지냈다.
통합진보당 비례대표로 제19대 국회의원에 당선되어 헌정 사상 첫 외고 출신 국회의원(대일외고) 기록을 세웠다. 2014년 12월 19일 헌법재판소의 통합진보당 해산결정으로 의원직을 상실하였다. 2020년 6월 민중당이 진보당으로 당명 개정을 하면서 신임 상임대표로 선출되었다.

## 생애
1980년 대한민국 경상북도 경산시 진량읍에서 태어난 김재연은 1999년 2월에 대일외국어고등학교를 졸업하였다. 그의 표현에 의하면 외고 재학 시절 입시경쟁이 싫어 공부를 일부러 게을리하였다.
같은 해 3월 한국외국어대학교 러시아어학과를 입학했다. 2000년 11월 NL계열 소속으로 서양어대 학생회장(한총련 대의원)에 당선되었으며 2001년 매향리사격장 폐쇄운동에 참가했다. 이듬해에는 한국외국어대학교 총학생회장이 됐다. 한국대학총학생회연합 사상 최초로 여성으로 10대 한국대학총학생회연합 의장선거에 도전했으나 낙선했다. 이후 한국대학총학생회연합 대의원으로 생활하다가 국가보안법 위반혐의로 2004년 11월까지 수배자 생활을 했다. 2006년부터 김재연은 민주노동당에서 학생위원회 대학교육국장으로 활동했다. 2008년에는 민주노동당 부대변인직을 맡았고, 18대 총선에서 서울 강남을에 출마했으나 낙선했다.
이후에도 김재연은 청년 관련 의제 활동에 집중했다. 2010년부터 한대련에서 대학민주화대책위원회 집행국장, 집행위원장 등을 역임하며 사학재단 비리 척결, 반값등록금 운동에 나섰다. 2010년 3월에는 자본주의연구회에서 활동한 최호현과 결혼했다.
2011 21세기 한국대학생연합 집행위원회 위원장으로 활동했다.

### 비례대표 후보선출
김재연은 2012년 19대 총선에서 통합진보당의 청년비례대표 선출 프로젝트인 '위대한 진출'에 참가했다. '위대한 진출'은 통합진보당에서 모집한 10만 명의 2030세대 선거인단이 온라인 투표로 비례대표 후보를 선출하는 행사였다. '위대한 진출'은 이름에서도 알 수 있듯, 오디션 방식을 통해 비례대표 후보를 뽑았다. 경선 결과 김재연은 46.46%의 득표율로 비례후보가 됐다. 김재연은 "작은 힘에 그치는 게 아니라 청년들의 힘을 모으는데 노력하겠다"는 소감을 밝혔다.

### 부정 경선 논란과 제명 시도
19대 총선 이후인 2012년 5월 4일 통합진보당 진상조사위원회는 통합진보당의 비례대표 경선이 총체적 부실, 부정이었다고 밝혔다. 이튿날 당 전국위원회는 대표단 총사퇴와 김재연을 포함한 비례대표 후보 14명의 전원 사퇴 권고안을 통과시켰다. 다음날인 5월 6일 김재연은 국회 정론관에서 기자회견을 열고 "청년비례 선거는 100% 온라인 선거로 치러졌다" "문제투성이 진상조사보고서를 근거로 청년비례 사퇴를 권고한 전국운영위원회 결정은 철회되어야 한다" "청년당원들과 청년선거인단의 명예는 반드시 지켜져야 한다"고 말했다. 당내 비례경선 부정의혹이 제기된 초반인 3월 20일에는 MBC 백분토론에 출연해 "당의 온라인투표 시스템을 믿지만, 제기하신 부분이 사실로 밝혀지면 당연히 그렇게(사퇴)하겠다"고 발언하기도 했다.
김재연의 기자회견 이틀 뒤인 5월 8일, 김재연과 더불어 '위대한 진출'의 후보였던 김지윤, 조성주, 이윤호는 김재연의 기자회견에 대한 반박 성격의 성명을 내고 "('위대한 진출') 투표 기간 중이었던 3월 11일 오전 7시, 시스템 개발업체에 의해 투표 프로그램의 소스파일이 수정됐다"고 주장했다. 민주통합당 청년비례 경선에 출마한 이계덕 역시 전날인 5월 7일 자신의 블로그에 "(통합진보당 선출위원회에서 업무를 하고 있다는) 한 지인이 '선거인단 모집 할당을 충족해야 한다'며 청년비례대표 경선 투표 첫날 '김재연 후보 찍으라'는 내용의 문자를 보내왔다. 이 같은 독려가 온 것은 선거부정이 아니냐"는 의혹을 제기했다.
5월 14일 당 최고 의결기구인 중앙위원회도 경쟁명부 비례대표들에 대한 사퇴 권고안을 통과시켰다. 하지만 이튿날 김재연은 이석기 등과 더불어 국회의원 신분을 국회에 등록했다. 이후 김재연은 5월 24일 한겨레TV의 김어준의 뉴욕타임스에 출연해, "목에 칼이 들어와도 사퇴하지 않는다고 한 적은 없다. 그러나 아직까지 왜 청년 비례대표 당선인이 사퇴해야 하는지, 왜 우리 당이 부정선거를 한 비도덕적인 정당으로 낙인 찍혔는지에 대해 천천히 바라볼 수 있게 설명드릴 수 있는 기회가 충분하지 않았다”며, "청년 정치에 대해 많은 분이 기대를 했는데 상황이 이렇게 된 것이 너무너무 죄송하다. 저도 사람이니까 정해놓은 답을 갖고 귀를 닫고 사는 것이 아니다. 한번 더 믿어주시라고 말하기 어렵지만 끝까지 이 상황을 해결하기 위해 노력하겠다"라고 말했다.
5월 31일 미디어오늘과의 인터뷰를 통해서는 "상황에 떠밀려서 사퇴를 하게 된다면, 지금은 이석기, 김재연이 사퇴하면 모든 것이 해결될 것 같지만 내일, 그 다음은 또 다른 희생자가 나올 것이라고 생각한다"며, 통합진보당 부정경선 논란에 대해 "3월, 4월부터 (보수언론에 의해) ‘경기동부’ ‘종북세력’ 논란은 있었다. 이 모든 문제들이 그 연장선에서 벌어지고 있다고 생각한다"라고 말했다.
한편, 강기갑 당시 통합진보당 혁신비상대책위원장은 김재연, 이석기 등 당의 제명 권고에 불복한 비례대표 후보자, 당선자들에게 5월 25일까지 자진사퇴할 것을 권고했다. 하지만 사퇴시한까지 해당 비례대표 후보자, 당선자들이 사퇴하지 않자 강기갑은 당기위원회에 이들을 제소했고, 일련의 과정을 거쳐 당기위원회는 6월 29일, 김재연과 이석기를 최종 출당조치했다. 하지만 정당법상 국회의원의 출당은 당 소속 국회의원의 과반수 이상의 찬성으로 최종 의결해야 하기 때문에, 두 사람의 당적은 유지됐다.
여러 언론의 분석에 따르면, 2012년 7월 초 통합진보당 의원 13명 중 경기동부연합 등 '구당권파'로 분류된 의원과 민주노총 출신, 진보신당 탈당파, 국민참여당 출신으로 구성된 '신당권파' 소속 의원은 각각 6명으로 나타났다. 중립적 성향으로 알려진 김제남의 결정에 따라 김재연의 제명이 결정되는 것이다. 김제남 역시 신당권파의 입장에 동조한다는 언론 보도가 나간 뒤 심상정 원내대표 등 신당권파는 7월 26일 의원총회를 열고 김재연, 이석기 제명 안건을 논의했다. 논의 결과 신당권파 6명은 모두 제명에 찬성한 반면, 김제남은 예상과 달리 기권표를 던져, 김재연-이석기 제명은 당 소속 의원 과반수의 찬성을 얻지 못해 부결됐다. 제명안이 부결된 뒤 김재연은 "당이 상처를 딛고 통합과 단결을 위해 나갈 수 있도록 노력하라는 결정이라고 본다"라고 말했다.

### 주요 의정활동
김재연은 '청년 비례대표'의 자격으로 국회에 들어왔다. 이후 김재연은 대학생들의 등록금, 장학금 문제, 대학 구조조정 문제 등 청년과 관련된 문제들에 주목하고 있다. 정기적으로 각 대학을 돌며 청년학생 간담회를 진행하고 있다.
청년 문제와 더불어 김재연이 주로 다루는 분야는 국가의 재정 건전성 관련 분야다. 2013년 1월에는 종교인들의 소득에 과세하는 법안을 발의했다. 같은 해 2월에는 토론회 자리에서 종교인 소득 과세를 비롯해 차명거래 원천봉쇄, 국세청의 금융정보분석원 자료 열람 등 재정 건전성을 높일 방법을 제시했다.
2013년 2월 현오석 경제부총리 후보자 청문회 때에는 현오석이 병역기간 동안 서울대 행정대학원의 학위를 취득했다는 사실을 폭로하기도 했다.
2013년 6월부터는 웹진 형식의 '월간 김재연'을 발행했으나 2013년 8월까지만 발행되고 이후에는 발행이 중지돼 있다.
2013년 9월 5일에는 통합진보당의 당 대변인으로 임명됐다. 박근혜 정부에서 통합진보당에 대한 정당해산 심판을 헌법재판소에 청구한 이후인 11월 6일에는 자당 의원들과 함께 삭발을 한 채 국회의사당 본관 앞에서 단식농성을 벌였다. 16일째인 11월 21일 건강악화로 병원에 후송됐다.

## 학력
- 대일외국어고등학교 러시어학과 졸업
- 한국외국어대학교 서양어대학 노어학 학사

## 논란과 의혹

### 위장전입 의혹
통합진보당에서 이석기와 김재연에 관한 출당 절차가 진행되던 2012년 5월, 김재연은 서울에서 경기도 의정부시의 시댁으로 전입했다. 5월 21일 현장을 방문한 헤럴드경제는 1면 기사를 통해 김재연의 시댁이 300평 대의 넓은 전원주택이며, 차고에는 고급 승용차들이 주차돼 있었다고 보도했다. 헤럴드경제는 시댁의 '기사'라고 자신을 소개한 남성의 입을 빌려 실제 김재연이 이곳에 거주하는 것은 아니라고 밝혔다.
김재연이 서울에서 경기도로 전입한 이유는 당적지를 옮기기 위함이다. 통합진보당의 당헌상 출당 여부를 결정하는 것은 광역시도당의 당기위원회다. 서울에 비해 경기도에 경기동부연합 등 당권파의 주도권이 강했기 때문에 김재연이 경기도로 이사했다는 분석도 나왔다. 한편 문성현 전 민노당 대표는 한 라디오 방송에 출연해 "(경기도에) 직장도 없고 거주하지도 않은 채 주민등록만 옮겼다면 편법"이라며 김재연의 전입을 문제삼았다.
한편 김재연 측은 보도자료를 내고 주소를 옮긴 뒤 실제로 시댁에서 출퇴근하고 있으며, 위장 전입이라고 단정해서는 안된다고 발표했다.

### 북한 관련 발언 논란
일부 통합진보당 정치인들은 북한과 관련된 질의응답 과정에서 곤욕을 치른 바가 있다. 당대표인 이정희도 북한의 권력승계 과정에 대해 특별한 논평을 하지 않아 빈축을 산 바가 있다.
김재연 역시 일부 북한과 관련된 부분에서 논란에 선 바가 있다. 국회의원 당선 직후인 2012년 6월 4일 KBS 인터뷰에서 그는 "북한 체제에 대해서 분명한 입장을 밝혀달라"는 질문에 "당이 그간 얘기해왔던 평화통일을 위해 상대방으로서 북한 체제를 인정하는 것은 정체성이라 생각한다"며 "(북 체제를) 인정하지 말자는 것은 전쟁하자는 것밖에 안 된다. (따라서 북 체제 인정이) 평화통일의 노선이라고 생각한다"라고 답했다. 김정은 체제를 인정해야 평화통일을 할 수 있다는 취지였다.
또한 같은 자리에서 김재연은 "연평해전 도발들이 있었는데 그 상황에서도 평화를 위해 공격을 해오더라도 참아야 하는가"라는 질문에도 "맞불을 놓으면서 전쟁을 일으키면 안 된다"며 "오히려 지난 (이명박 정부)5년 동안 남북관계 매우 심각히 경색되면서 더 많은 희생과 어려움이 있었기에 남북화해모드를 조성해야 한다고 생각한다"라고 답했다. "친북인사냐"란 물음에는 "평화통일을 위해 노력했다"라고 했다.
2014년 2월 4일에는 '좌경맹동주의' 관련한 논란이 일었다. 좌경맹동주의는 내란음모 사건으로 재판중이던 이석기가 2월 3일 1심 최후진술로 한 말로 알려진 단어로, 북한말이라는 논란이 있었다.
이튿날인 2월 4일 김재연은 신동호가 진행하는 시선집중에 출연했다. 신동호가 "좌경맹동주의는 북한어로 알고 있다"라고 잘문하자 김재연은 이를 반박하며 "누구나 쓸 수 있는 말이라고 생각한다"고 답했다. 신동호가 재차 질문했지만 김재연은 "좌경맹동주의란 용어를 저는 많이 들어 왔었다. 사회자가 어떤 편견을 갖고 말하는 것 같다"고 응수했다.
조선일보에 따르면 좌경맹동주의는 1919년 모스크바에서 창립된 노동자 국제조직 '공산주의 인터내셔널'(코민테른)이 도시와 노동자 운동 중심으로 무장폭동을 추종한 것을 의미한다. 한겨레의 분석에 따르면, '맹동주의'가 원래 북한어인 것은 맞지만 2008년부터는 남한의 표준어로도 인정됐다.
새누리당의 이장우 의원은 김재연이 김일성주의를 추종한다고 공격하기도 했다. 2013년 11월 21일 국회에서 열린 대정부질문에서 김재연은 "1%에 쏠린 정치권력을 99%에게 나눠주겠다. 이 땅의 민중을 위해 일하겠다"는 발언을 했다. 이 발언을 자리에 앉아 듣고 있던 이장우가 "그것이 김일성주의인거다"라고 야유를 보냈고, 김재연은 즉각 사과를 요구했다. 이장우가 사과하지 않자 김재연은 이튿날 이장우에 대한 징계안을 국회에 제출했다.

## 평가
공지영은 김재연을 보니 한숨이 나온다며 비판하였다. 평론가 진중권은 국민이 통합진보당에 비례대표의 표를 준 것은 김재연을 향해 준 것이 아니라며, 김재연의 사퇴를 강하게 주장하였고, 진보 언론들조차 김재연의 사퇴를 종용하였다. 이런 범국민적인 사퇴 여론 속에서 의원 등록을 마쳤다. 언론들은 김재연과 이석기의 국회 입성으로 통합진보당이 국민적 조소와 골칫거리가 되었다고 평가했다. 그리고 이석기+김재연의 사퇴 없이 진보정치의 미래는 없다고 주장했다. 한편 이 사태가 오랫동안 NL계열에 있던 부정 관행이 낸 산물이며, 통합진보당 내부 당파간 갈등이라는데서, 통합진보당이 반드시 겪어야하는 사건이 폭발된 것이라는 분석들이 제기되었다. 이런 부정선거 의혹과 관련해 '유죄의 증거가 없으면 무죄'라는 근대 형사법의 상식을 들어 진상조사위원회의 조사결과에 대해 의문을 제기하며 사례로 밝힌 120곳의 부정사례 당사자들이 참가하는 공청회를 여는 등  강력히 항의 했다.

## 전과
- 국가보안법위반(찬양·고무등), 폭력행위등처벌에관한법률위반(야간·공동주거침입), 집회및시위에관한법률위반: 징역 1년, 집행유예 2년 - 2005년 6월 17일 서울북부지방법원 선고[37]
- 일반교통방해, 감염병의예방및관리에관한법률위반: 벌금 1,500,000원 - 2023년 2월 8일 서울중앙지방법원 선고, 2023년 3월 9일 확정[37]

## 같이 보기
| - 통합진보당 - 통합진보당 부정 경선 사건 - 이석기 사건 - 박주민 | - 이석기 - 이정희 - 종북주의 - 국가보안법 - 대한민국 제19대 국회의원 선거 통합진보당 후보 목록#비례대표 |

## 역대 선거 결과
|  | 4.93% |

|  | 10.3% |

|  | 3.76% |

|  | 4.33% |

|  | 0.11% |